# 新田祐克
新田 祐克（にった ゆうか、1971年3月8日 - ）は、日本のBL漫画家、イラストレーター。血液型はB型。

## 人物概要・作風
福井県出身。1995年『GROUPIE』でデビュー後、「麗人」（竹書房）、「花音」（芳文社）や「BE×BOY」（リブレ出版）など、ボーイズラブ同人誌を中心に執筆活動をしている。
「男が男を愛する時（ホストシリーズ）」「春を抱いていた」「美味（うま）いもん食わせろ!」など、シリーズものを中心にヒットしており、その多くがドラマCD化（ラジオでもオンエア）されている。画集も出版されている。ボーイズラブノベルの挿絵作家、同人誌においても精力的に活動をしている。
2008年6月28日発売の「BE・BOY GOLD」8月号（リブレ出版）で発表された「春を抱いていた」シリーズNo.49・「スタンドオン・ベッセル」の扉絵が、ファッションブランド広告からの盗用であることが発覚。作者公式サイトおよびリブレ出版公式サイトに謝罪文が掲載された。その後、「公使閣下の秘密外交」「ウブ」「オトダマ-音霊−」においても著作権侵害をしていることが判明、作者本人も盗用の事実を認めている。このためすべてのコミックスの出荷が停止されているが、「春を抱いていた」の最終巻（14巻）は2009年12月に発売した。現在は『ウィングス』（新書館）で連載やリブレ出版で単発で活動中。また、過去にも100件以上もの盗作（トレス）をしており、ほとんどがファッション雑誌からによるものである。
復帰を願うファンからの後押しもあり、自粛期間を経て2012年よりリブレ出版、BE・BOY GOLD にて『春を抱いていた』を再開。2012年6月号「ラブ・タンカー」長編読み切りP67と2013年2月号に「タイム・シェア」を掲載。復帰第1弾となった6月号が売り切れの際は、復帰を知らなかったファンらがこぞって中古本を買うなどしたため、定価690円の雑誌がAmazonで中古価格1万円前後の高値を付けるほどであった。
2012年9月5日に目の手術。病名は未発表であるが「見えなくなった時は諦めてこのまま片目で仕事を続ける！」（本人談）と思ったほど悪化していたらしい。術後の経過は良いらしく、その後も精力的に作家活動を続けている。

## 作品リスト

### 漫画
- 春を抱いていた
  - 冬の蝉
- ウブ
- ラスト・ワルツ
- 男が男を愛する時
- 公使閣下の秘密外交
- 美味いもん食わせろ!
- 新・美味いもん食わせろ!
- オトダマ‐音霊‐〈非BL作品〉
- GROUPIE（グルーピー）
- ホワイト・ブランド
- イロコイ
- ナイト・キャップ
- 僕の声
- カリスマ
- 17Guyz
- ビブロス
- カジノ・リリィ
- チタニウム
- キスアリキ。
- スピリチュアル ポリス〈オトダマのスピンオフBL〉

### 小説扉絵・イラスト
- 今夜は帰さない (原著・文：長谷川忍)
- やわらかな夜 (原著・文：坂井朱生)
- 愛し過ぎた至福 (原著・文：剛しいら)
- 愛され過ぎて孤独 (原著・文：剛しいら)
- されど不敵なヤツら (原著・文：今泉まさ子)
- されど不埒なヤツら (原著・文：今泉まさ子)
- 野蛮なセレブ (原著・文：御木宏美)
- すごく野蛮なセレブ (原著・文：御木宏美)
- 六本木心中 (原著・文：ひちわゆか)

### 画集
- CD-ROM画集＆オリジナルGAME『新田祐克マルチメディアBOX GIGOLO』（ビブロス、2001年8月9日発売）CE-008-1
- 『新田祐克イラスト集 カリスマ』（芳文社、2001年8月15日初版発行）ISBN 4-8322-8172-0
- 『春を抱いていた イラスト&カラー短編集 KISS OF FIRE』（ビブロス、2004年6月9日初版第1刷発行）ISBN 4-8352-1588-5